# 三谷一馬
三谷 一馬（みたに かずま、1912年（明治45年）3月16日 - 2005年（平成17年）6月15日）は、日本画家、江戸風俗研究家。

## 来歴・人物
香川県高松市に生まれる。実家は古くから歌舞伎芝居などの背景画や小道具、看板等を描く仕事をしていた。
東京美術学校日本画科卒業。岡本綺堂「半七捕物帳」など挿絵の分野で活躍ののち、江戸時代の風俗考証画を描くことに専念する。
日本文芸家協会会員。江戸を語る「江戸会」に属した。1988年、「失われてゆく江戸風俗を四十年の歳月をかけ、『江戸職人図聚』はじめ数著に集大成、江戸風俗の”絵引き”として貴重な資料を提供」した功績により、吉川英治文化賞を受賞した。

## 主な著作
- 『江戸吉原図聚』立風書房、1973年、新版1977年ほか。中公文庫、1992年。中央公論新社、2006年
- 『江戸商売図絵』三樹書房、1975年。定本・立風書房、1986年。中公文庫、1995年
- 『江戸物売図聚』立風書房、1975年、新版1979年
  - 新編『彩色江戸物売図絵』中公文庫、1996年
- 『江戸庶民風俗図絵』三樹書房、1975年、新編1999年。中公文庫、2007年
- 『明治物売図聚』三樹書房、1977年、再版2007年。新編・立風書房、1991年。中公文庫、2007年
- 『彩色江戸物売百姿』立風書房、1978年、新版1987年
- 『江戸職人図聚』立風書房、1984年。中公文庫、2001年
- 『江戸年中行事図聚』立風書房、1988年。中公文庫、1998年
- 『江戸見世屋図聚』中央公論新社、2003年、新編普及版2015年
- 『江戸看板図聚』中央公論新社、2013年。中公文庫、2016年。遺著・三谷靱彦編